# Marion Limal
Marion Limal (født 12. januar 1987 i Dijon, Frankrig) er en fransk håndboldspiller der spiller for Brest Bretagne Handball og for Frankrigs håndboldlandshold.